# زیرآبروک گلوحنایی
زیرآبروک گلوحنایی یا زیرآبروک آرژانتینی (نام علمی: Cinclus schulzii) یک پرنده آوازخوان آبزی است که در آمریکای جنوبی یافت می‌شود و عضوی از خانواده زیرآبروکان است.
این پرنده در امتداد نهرهای سنگی تند یونگاهای جنوبی آند، در جنوب بولیوی و شمال غربی آرژانتین در ارتفاع ۸۰۰ تا ۲۵۰۰ متر زندگی می‌کند. این پرنده در منطقه توسکا در ارتفاع ۱۵۰۰ تا ۲۵۰۰ متر زادآوری می‌کند.